# Arajik Marutjan
Arajik Witali Marutjan (Armavir, 15 de agosto de 1992) es un deportista alemán, de origen armenio, que compitió en boxeo.
Ganó una medalla de bronce en el Campeonato Mundial de Boxeo Aficionado de 2013 y una medalla de plata en el Campeonato Europeo de Boxeo Aficionado de 2013, ambas en el peso wálter.

## Palmarés internacional
| Campeonato Mundial | Campeonato Mundial  | Campeonato Mundial | Campeonato Mundial |
| Año                | Lugar               | Medalla            | Categoría          |
| ------------------ | ------------------- | ------------------ | ------------------ |
| 2013               | Almaty (Kazajistán) | Medalla de bronce  | 69 kg              |
| Campeonato Europeo |                     |                    |                    |
| Año                | Lugar               | Medalla            | Categoría          |
| 2013               | Minsk (Bielorrusia) | Medalla de plata   | 69 kg              |